# Podnoszenie ciężarów na Letnich Igrzyskach Olimpijskich 2020 – waga do 109 kg mężczyzn
Rywalizacja w wadze do 109 kg mężczyzn w podnoszeniu ciężarów na Letnich Igrzyskach Olimpijskich 2020 została rozegrana w dniu 3 sierpnia 2021 roku w hali Tokyo International Forum.

## Terminarz
| Data            | Godzina |         |
| --------------- | ------- | ------- |
| 3 sierpnia 2021 | 13:50   | Grupa B |
| 3 sierpnia 2021 | 19:50   | Grupa A |

## Wyniki
| Pozycja | Grupa | Zawodnik            | Reprezentacja               | Waga   | Rwanie | Rwanie | Rwanie | Podrzut | Podrzut | Podrzut | Wynik | Uwagi |
| Pozycja | Grupa | Zawodnik            | Reprezentacja               | Waga   | 1      | 2      | 3      | 1       | 2       | 3       | Wynik | Uwagi |
| ------- | ----- | ------------------- | --------------------------- | ------ | ------ | ------ | ------ | ------- | ------- | ------- | ----- | ----- |
| 1. !    | A     | Akbar Djurayev      | Uzbekistan                  | 109,00 | 189    | 189    | 193    | 227     | 234     | 237     | 430   | OR    |
| 2. !    | A     | Simon Martirosjan   | Armenia                     | 108,90 | 190    | 195    | 198    | 228     | 238     | 238     | 423   |       |
| 3. !    | A     | Artūrs Plēsnieks    | Łotwa                       | 108,85 | 175    | 180    | 183    | 220     | 225     | 230     | 410   |       |
| 4.      | A     | Timur Nanijew       | Rosyjski Komitet Olimpijski | 108,95 | 180    | 185    | 188    | 221     | 221     | 224     | 409   |       |
| 5.      | A     | Christo Christow    | Bułgaria                    | 108,90 | 185    | 189    | 192    | 213     | 219     | 222     | 408   |       |
| 6.      | A     | Jin Yun-seong       | Korea Południowa            | 107,30 | 180    | 185    | 185    | 220     | 225     | 230     | 400   |       |
| 7.      | A     | Arkadiusz Michalski | Polska                      | 108,60 | 175    | 179    | 179    | 216     | -       | -       | 391   |       |
| 8.      | A     | Wesley Kitts        | Stany Zjednoczone           | 108,35 | 173    | 177    | 177    | 213     | 213     | 220     | 390   |       |
| 9.      | B     | Aymen Bacha         | Tunezja                     | 108,10 | 172    | 177    | 177    | 203     | 211     | 217     | 388   |       |
| 10.     | B     | Öwez Öwezow         | Turkmenistan                | 108,80 | 165    | 171    | 176    | 200     | 210     | 211     | 371   |       |
| 11.     | B     | Arnas Šidiškis      | Litwa                       | 105,35 | 151    | 156    | 160    | 182     | 187     | 190     | 343   |       |
| 12.     | B     | Matthew Lydement    | Australia                   | 108,35 | 152    | 158    | 165    | 180     | 185     | 185     | 338   |       |
| 13.     | B     | Tanumafili Jungblut | Samoa Amerykańskie          | 108,90 | 140    | 150    | 155    | 180     | 190     | 190     | 330   |       |
| -       | A     | Ali Haszemi         | Iran                        | 108,80 | 177    | 181    | 184    | 226     | 226     | 228     | DNF   | DNF   |